# Старотимошкинское сельское поселение
Старотимошкинское се́льское поселе́ние — муниципальное образование в Аксубаевском районе Татарстана Российской Федерации.
Административный центр — село Старое Тимошкино.

## История
Статус и границы сельского поселения установлены Законом Республики Татарстан от 31 января 2005 года № 24-ЗРТ «Об установлении границ территорий и статусе муниципального образования "Аксубаевский муниципальный район" и муниципальных образований в его составе»

## Население
| 2010  | 2011  | 2012  | 2013  | 2014  | 2015  | 2016  |
| ----- | ----- | ----- | ----- | ----- | ----- | ----- |
| 1623  | ↘1617 | ↘1599 | ↘1548 | ↘1508 | ↘1459 | ↘1450 |
| 2017  | 2018  | 2019  | 2020  |       |       |       |
| ↘1423 | ↘1380 | ↘1337 | ↘1319 |       |       |       |

## Состав сельского поселения
| № | Населённый пункт | Тип населённого пункта       | Население |
| - | ---------------- | ---------------------------- | --------- |
| 1 | Батыр            | деревня                      |           |
| 2 | Ерепкино         | деревня                      |           |
| 3 | Медянка          | деревня                      |           |
| 4 | Новое Тимошкино  | деревня                      |           |
| 5 | Старое Тимошкино | село, административный центр |           |